# Plasmodium malariae
Plasmodium malariae is een eencellige en een van de vijf Plasmodium-soorten die malaria bij de mens veroorzaken. P. malariae is verantwoordelijk voor de goedaardige malariavariant "Malaria quartana".
P. malariae veroorzaakt ongeveer 10% van de malariagevallen.
Plasmodium falciparum · Plasmodium knowlesi · Plasmodium malariae · Plasmodium ovale · Plasmodium vivax